# The Trump Organization
The Trump Organization је група од око 500 привредних субјеката чији је власник Доналд Трамп. Око 250 ових ентитета користи име Трамп. Организацију су 1927. године основали баба Доналда Трампа по оцу Елизабет Крист Трамп и његов отац Фред Трамп, под називом E. Trump & Son. Доналд Трамп је почео да је води 1971. године, преименовао је 1973. и предао вођство својој деци 2016. када је победио на председничким изборима у САД 2016. године.